# Halowe Mistrzostwa Świata w Lekkoatletyce 1989 – pchnięcie kulą mężczyzn

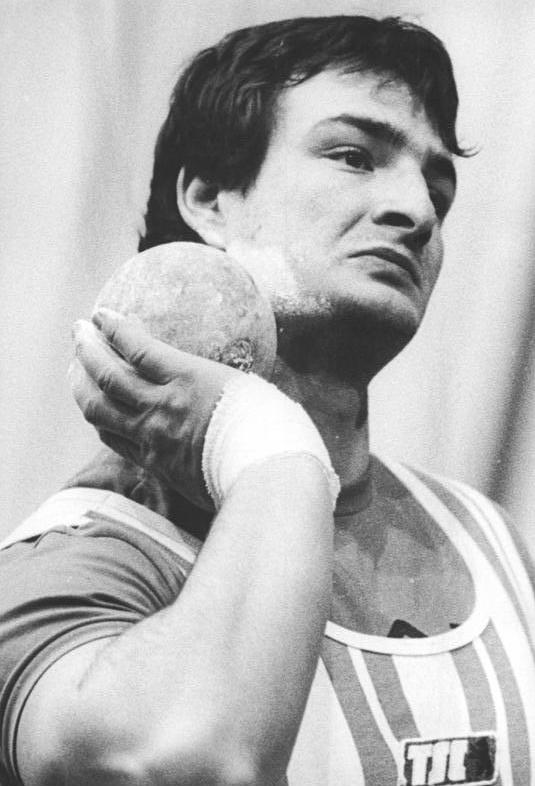
Ulf Timmermann

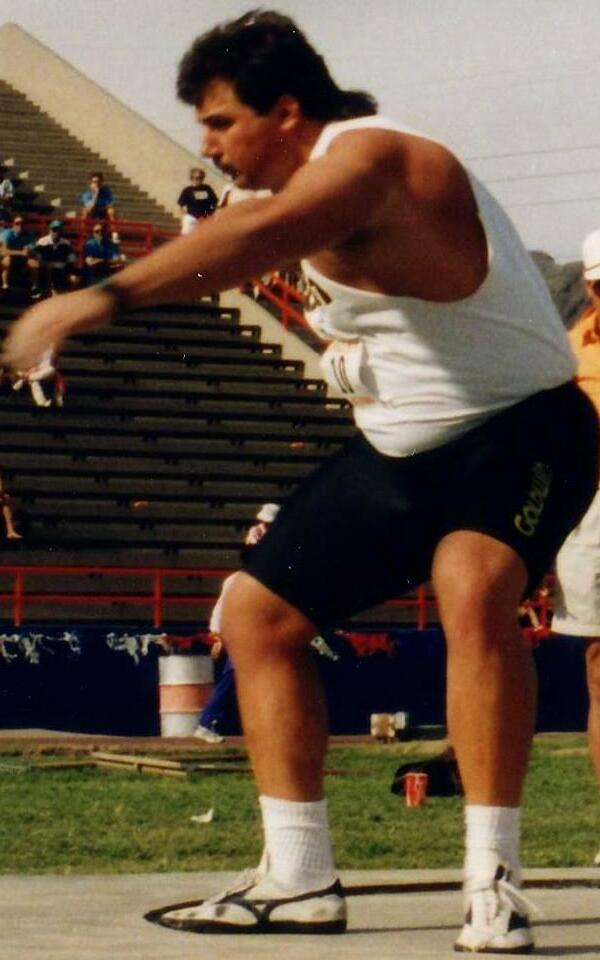
Randy Barnes

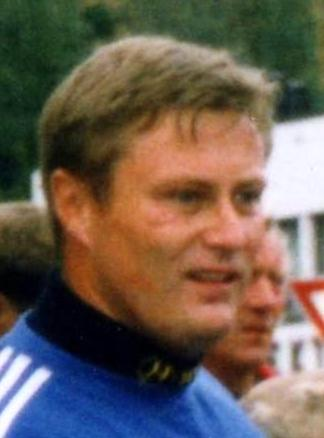
Georg Andersen

Pchnięcie kulą mężczyzn – jedna z konkurencji technicznych rozgrywanych podczas halowych mistrzostw świata w  hali Sport Csárnok w Budapeszcie. Rozegrano od razu finał 4 marca 1989. Zwyciężył reprezentant Niemieckiej Republiki Demokratycznej Ulf Timmermann, który tym samym obronił tytuł zdobyty dwa lata wcześniej w Indianapolis.

## Rezultaty

### Finał
Opracowano na podstawie materiału źródłowego.
| Poz. | Zawodnik          | Reprezentacja     | Próby | Próby | Próby | Próby | Próby | Próby | Wynik | Uwagi |
| Poz. | Zawodnik          | Reprezentacja     | 1     | 2     | 3     | 4     | 5     | 6     | Wynik | Uwagi |
| ---- | ----------------- | ----------------- | ----- | ----- | ----- | ----- | ----- | ----- | ----- | ----- |
| 01 ! | Ulf Timmermann    | NRD               | 20,78 | 21,75 | 21,70 | 21,16 | x     | 21,14 | 21,75 |       |
| 02 ! | Randy Barnes      | Stany Zjednoczone | 18,16 | 19,77 | 19,72 | x     | x     | 21,28 | 21,28 |       |
| 03 ! | Georg Andersen    | Norwegia          | 20,07 | 20,49 | 20,65 | 20,98 | 20,54 | 20,72 | 20,98 | [ 1 ] |
| 4.   | Augie Wolf        | Stany Zjednoczone |       |       |       |       |       |       | 20,82 |       |
| 5.   | Karsten Stolz     | RFN               |       |       |       |       |       |       | 20,11 |       |
| 6.   | Gert Weil         | Chile             |       |       |       |       |       |       | 19,91 |       |
| 7.   | Alessandro Andrei | Włochy            |       |       |       |       |       |       | 19,77 |       |
| 8.   | Janne Ronkainen   | Finlandia         |       |       |       |       |       |       | 19,25 |       |
| 9.   | Karel Šula        | Czechosłowacja    |       |       |       |       |       |       | 19,24 |       |
| 10.  | Paul Ruiz         | Kuba              |       |       |       |       |       |       | 18,80 |       |
| 11.  | Pétur Guðmundsson | Islandia          |       |       |       |       |       |       | 18,31 |       |